# Roll Call
Pour l'album de Hank Mobley, voir Roll Call.
Roll Call est un journal politique américain fondé en 1955 par Sid Yudain (en). Il couvre essentiellement l'actualité politique du Congrès des États-Unis. Il est publié du lundi au vendredi lorsque le Congrès est en session et seulement le lundi lorsque le Congrès ne siège pas.
Le journal est la propriété de The Economist Group depuis 1992. Durant l'été 2009, le groupe rachète Congressional Quarterly et choisit de le fusionner avec Roll Call au sein de CQ-Roll Call. La nouvelle marque est notamment créée pour faire face à la menace que pèse Politico, site politique créé quelques années plus tôt. En novembre 2013, CQ Today et Roll Call ne deviennent plus qu'une seule publication intitulée Roll Call ; le site internet rollcall.com est également renouvelé.
À son apogée, Roll Call était surnommé le « journal du campus » de Capitol Hill.